# First Abu Dhabi Bank
Pour les articles homonymes, voir FAB.
First Abu Dhabi Bank (FAB) (arabe : بنك أبوظبي الأول) est une banque émiratie dont le siège est situé à Abu Dhabi.
Elle est créée en 2017 à la suite de la fusion entre la National Bank of Abu Dhabi et la First Gulf Bank, qui ont toutes les deux leur siège situé à Abu Dhabi. Au moment de sa création la First Abu Dhabi Bank est la banque la plus importante des Émirats arabes unis et la deuxième du Moyen-Orient pour ce qui est des actifs gérés,.

## Histoire
La First Abu Dhabi Bank a été créée à la suite d'une fusion entre FGB et NBAD. Le 3 juillet 2016, les deux banques émiriennes ont annoncé que leur conseil d'administration avait voté à l'unanimité la recommandation aux actionnaires de fusionner les deux entités. La transaction a été approuvée par les actionnaires respectifs le 7 décembre 2016.
La transaction a été exécutée au moyen d'un échange d'actions, les actionnaires de FGB recevant 1,254 action NBAD pour chaque action FGB qu'ils détenaient.
Le 24 novembre 2020, l'Autorité de régulation du centre financier du Qatar (QFCRA) a annoncé l'ouverture d'une procédure judiciaire à New York pour contraindre FAB à payer une amende de 55 millions de dollars imposée par un tribunal qatari. En 2019, il a été condamné à une amende de 55 millions de dollars pour avoir fait obstruction à une enquête en cours sur des soupçons de manipulation de marché. En 2018, il a conclu de «faux» accords de change pour ruiner l'économie du Qatar après que les Émirats arabes unis et d'autres États arabes ont commencé un boycott du Qatar en 2017.

## Résumé de la fusion
La décision de réunir deux des institutions financières des Émirats arabes unis, FGB et NBAD, a été annoncée en juillet 2016 et a conduit à la création de la plus grande banque des EAU, First Abu Dhabi Bank (FAB) en avril 2017.
Le lancement de la nouvelle identité de marque de FAB a combiné les identités «Abou Dhabi» et «First» de NBAD et FGB, le nom de First Abu Dhabi Bank (FAB) reflète les racines des deux banques dans la région. La banque a adopté l'acronyme F.A.B dans son logo, qui comporte également la marque «Awwal», élargie pour représenter la croissance et le leadership.